# Cardross (Schottland)
Cardross, schottisch-gälisch: Càrdainn Ros ist eine Ortschaft in der schottischen Council Area Argyll and Bute. Sie liegt am Ufer des Firth of Clyde je etwa sechs Kilometer nordwestlich von Dumbarton und südöstlich von Helensburgh. Cardross ist Hauptort des gleichnamigen Parishs. Bei der Volkszählung 2011 wurden in Cardross 2193 Einwohner verzeichnet.

## Verkehr
Cardross ist an der A814 gelegen, die von Dumbarton über Helensburgh entlang der Firth-of-Clyde-Küste bis in den Norden der Halbinsel Cowal führt, und dabei die A82 mit der A83 verbindet. Bereits im 19. Jahrhundert wurde Cardross an das Eisenbahnnetz angeschlossen. Heute wird der Bahnhof von Cardross durch die North Clyde Line der First ScotRail zwischen Helensburgh und Edinburgh über Glasgow bedient.

## Sehenswürdigkeiten
In Cardross befinden sich drei Denkmäler aus der höchsten schottischen Denkmalkategorie A. Das ehemalige katholische Priesterseminar St Peter’s College liegt in einem kleinen Waldstück am nördlichen Ortsrand. Es zählt zu den bedeutendsten Gebäuden des Brutalismus in Schottland und ist trotz seines Baujahres von 1966 heute nur noch als Ruine erhalten. Ebenfalls nördlich der Ortschaft befindet sich die katholische St Mahew’s Chapel. Es wird angenommen, dass bereits seit dem 6. Jahrhundert Kirchengebäude an diesem Ort standen. Die heute erhaltene Kirche stammt aus dem 15. Jahrhundert. Auf den Ländereien von Darleith House etwa drei Kilometer nordwestlich der Ortschaft steht der Darleith Dovecot, ein denkmalgeschützter Taubenturm aus dem Jahre 1790.

## Persönlichkeiten
- James Erskine (1806–1887), Admiral und Politiker
- Archibald Joseph Cronin (1896–1981), Arzt und Schriftsteller